# Huruiești (gmina)
Huruiești – gmina w Rumunii, w okręgu Bacău. Obejmuje miejscowości Căpotești, Florești, Fundoaia, Huruiești, Ocheni, Perchiu i Prădaiș. W 2011 roku liczyła 2578 mieszkańców.